# Ronny Winkler

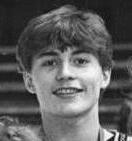
Ronny Winkler (1990)

Ronny Winkler (* 29. Juli 1971 in Karl-Marx-Stadt) ist ein ehemaliger deutscher Eiskunstläufer.
Ronny Winkler begann 1975 mit dem Eiskunstlaufen. Er wurde 1990 letzter DDR-Meister und 1993 und 1994 Deutscher Meister im Eiskunstlauf der Herren. Er startete für den EV Chemnitz. Seine Trainerin war zunächst Jutta Müller und später Sonja Morgenstern.

## Erfolge/Ergebnisse

### Olympische Winterspiele
- keine Teilnahme

### Weltmeisterschaften
- 1988 – 17. Rang
- 1991 – 20. Rang
- 1993 – 15. Rang
- 1994 – 18. Rang
- 1995 – 18. Rang

### Europameisterschaften
- 1989 – 12. Rang
- 1990 – 11. Rang
- 1991 – 11. Rang
- 1992 – 12. Rang
- 1993 – 10. Rang
- 1994 – 10. Rang
- 1995 – 11. Rang

### DDR-Meisterschaften
- 1988 – 3. Rang
- 1989 – 2. Rang
- 1990 – 1. Rang

### Deutsche Meisterschaften
- 1991 – 3. Rang
- 1992 – 2. Rang
- 1993 – 1. Rang
- 1994 – 1. Rang
- 1995 – 2. Rang
- 1996 – 2. Rang

### Andere Wettbewerbe
- 1990 – 3. Rang – Nations Cup, Gelsenkirchen

| Personendaten    | Personendaten            |
| ---------------- | ------------------------ |
| NAME             | Winkler, Ronny           |
| KURZBESCHREIBUNG | deutscher Eiskunstläufer |
| GEBURTSDATUM     | 29. Juli 1971            |
| GEBURTSORT       | Karl-Marx-Stadt, DDR     |